# 潜在市場
潜在市場（せんざいしじょう）とは経営学用語の一つ。ある製品を販売する場合において、その製品に対するニーズは有ると思われているものの、現時点ではその製品に備わっている魅力や性能が不十分であったり、技術的な面で見たならば現時点では未熟であったり、その商品を取り扱う商流が整っていないなどといったことから、現時点では十分に開拓されていないと思われるような市場のことを言う。このような市場というのは現時点においては活発な市場ではないが、将来的に見れば魅力的な市場へと発展する可能性があると見られているというわけであり、このことから現在は潜在市場と思われているような市場を企業の経営努力によって活性化された市場へと発展させるということが望ましいというわけである。